# コルチコステロン
コルチコステロン（英語: corticosterone）、17-デオキシコルチゾール（英語: 17-deoxycortisol）、11β,21-ジヒドロキシプロゲステロン（英語: 11β,21-dihydroxyprogesterone）は、副腎皮質で合成される副腎皮質ホルモンのうち、21炭素のステロイド系ホルモンである。

## 機能
齧歯動物を含む多くの種の中で、コルチコステロンは主要な糖質コルチコイドであり、新陳代謝の制御、免疫反応などに関わっている。
ヒトでは、コルチコステロンは主に副腎皮質球状帯で合成される。しかし、ヒトにとって活性が弱い。コルチコステロンは、ステロイド生成系のプレグネノロンからアルドステロンへの反応課程の中間生成物として重要である。